# Asplenium chingii
Asplenium chingii är en svartbräkenväxtart som beskrevs av Fraser-jenk. Asplenium chingii ingår i släktet Asplenium och familjen Aspleniaceae. Inga underarter finns listade.